# City of Blinding Lights
«City of Blinding Lights» (с англ. — «Город ослепительных огней») — песня ирландской рок-группы U2, четвёртый сингл из альбома How to Dismantle an Atomic Bomb (2004). Композиция была спродюсирована Марком «Фладом» Эллисом при поддержке Криса Томаса и Джекнайфа Ли. «City of Blinding Lights» стала хитом в Канаде и ряде европейских стран, добравшись до верхней строчки чарта Испании, а также отметившись в Top-10 Ирландии и Великобритании. Она была хорошо принята критиками и выиграла премию «Грэмми» в номинации «Лучшая рок-песня» на церемонии 2006 года.
Первоначальная версия песни была написана гораздо раньше её релиза — в период сессий для альбома Pop (1997). Отчасти её текст был вдохновлён воспоминаниями фронтмена группы — Боно — о его первой поездке в Лондон (будучи подростком) и участников квартета во время выступления в Нью-Йорке в период после терактов 11 сентября, отчасти — затрагивала отношения фронтмена с его женой Элисон. Основная идея песни посвящена утраченной невинности, эта тема была вдохновлена ретроспективным взглядом Боно на самого себя начала 1980-х. Высказываясь о звучании композиции, критики часто проводили параллели с творчеством группы времён пластинки The Unforgettable Fire (1984) и, в частности, c синглом «Where the Streets Have No Name» (1987).
Публичный дебют песни состоялся во время гастрольного тура Vertigo Tour, зачастую её выбирали открывающей шоу, и с тех пор группа исполняет эту композицию практически на каждом своём концерте. «City of Blinding Lights» звучала в эпизодах сериалов «Симпсоны» и «Красавцы», а также в фильме «Дьявол носит Prada». Барак Обама использовал эту песню в ходе своих предвыборных кампаний 2008 и 2012 годов, и называл её одним из своих любимых музыкальных произведений. В 2009 году U2 исполнили её во время концерта, посвящённого инаугурации президента.

## Предыстория и запись
«City of Blinding Lights» берёт своё начало из другой, незаконченной песни, сочинявшейся за несколько лет до её релиза, в период записи альбома Pop (1997). К моменту завершения студийных сессий этой пластинки её первоначальный вариант — «Scott Walker» (написанный в качестве дани уважения известному британскому певцу Скотту Уокеру) — по сути являлся лишь черновым наброском. Группа переработала его во время записи своего следующего диска, All That You Can’t Leave Behind (2000), тем не менее, когда он увидел свет, композиция всё ещё оставалась незавершённой. Песня была переписана вновь для альбома How to Dismantle an Atomic Bomb (2004). Басист Адам Клейтон вспоминал: «[У нас] были мелодия и грув, которые в итоге не поменялись, но мы переделали всё остальное, сочинили новые аккорды, которые сочетались с этой мелодией, и, по сути, создали всю песню заново — добавили новые партии ударных, новые партии баса, новые гитары».
Источником вдохновения для текста песни послужила выставка давнего друга и фотографа группы Антона Корбейна, проходившая в Нидерландах. Во время посещения экспозиции фронтмен квартета Боно остановился возле одного из снимков, на котором он залезал в вертолёт. Фото было сделано в 1982 году во время съёмок видеоклипа для песни «New Year’s Day». Подошедший к нему журналист спросил, что бы он сейчас сказал себе молодому, если бы представился такой шанс. Боно ответил: «Я бы сказал ему, что он совершенно прав и посоветовал перестать сомневаться в себе». Позже он подробнее объяснил свой комментарий: «Я понял, как много я потерял … тот взгляд на мир. В нём была такая ясность, но в каком-то смысле он был таким бунтарским».
Припев был навеян концертом U2 в Нью-Йорке в период турне Elevation Tour 2001 года, ставшем для них первым выступлением в этом городе после терактов 11 сентября. Когда во время исполнения песни «Where the Streets Have No Name» сценические огни осветили зрительный зал, музыканты увидели, как по лицам многих фанатов текут слёзы. Заметив это искреннее высвобождение эмоций, Боно закричал: «Oh you look so beautiful tonight»; впоследствии группа вставила эту строчку в припев. Страсть фанатов, наряду с непоколебимостью жителей города после нападения, послужила основным источником вдохновения для большей части остального текста.

## Музыка и тематика композиции
«… „О, сегодня ты такая восхитительная“. Это такая наивная и невинная фраза. Вот о чём эта песня… о воспоминаниях о былых временах … Имеется в виду не обязательно катастрофа [от их утраты], скорее поётся о той частичке нас, которую уже не вернуть. Она призвана передать то чувство волшебства, от [первого] приезда в мегаполис и напомнить — вам не обязательно терять душу, чтобы завоевать мир».
«City of Blinding Lights» была записана в размере 4
4 с темпом 139 ударов в минуту в двух тональностях: A♭ мажор в куплетах и E♭ мажор в припевах.
Альбомная версия песни длится 5 минут 47 секунд. Она начинается звучанием низкой ноты, сыгранной Эджем с добавлением эффектов дилея и дисторшна. Сустейн ноты длится в течение десяти секунд, пока её гармоники постепенно возвращаются к первоначальному виду. Затем начинается пульсирующая партия ритм-гитары с приглушёнными аккордами исполняемыми стаккато. Ещё через десять секунд к ней добавляются гудящие гитарные звуки, исполняемые в нижнем регистре, и повторяющиеся четыре нисходящих фортепианных ноты, которые играет Боно. На сорок пятой секунде, в середине вступления, к мелодии присоединяются бас Клейтона и перкуссия Ларри Маллена-младшего, а также синтезаторы продюсера Джекнайфа Ли, на которых базируется часть мелодической линии. Первый куплет начинается в 1:20 и сопровождается басом, ударными и ритм-гитарой, исполняющей последовательность аккордов A♭ — E♭ — D♭. Перед припевом мелодия меняется на B — D♭ и сопровождается коротким гармоничным вокализом фронтмена, после чего переходит в припев с тональностью E♭ — D♭.
После второго припева соло-гитара чередуется с повторением фразы «Time», звучащей в бридже (B♭ — A♭), прежде чем перейти к расширенному припеву. Вокальный диапазон Боно варьируется от D♭3 в куплетах до C5 в припеве. Эдж исполняет бэк-вокал во втором куплете, первых трёх строчках припева и фразе из бриджа «Time won’t leave me as I am / Time won’t take the boy out of this man». После третьего куплета вместо очередного припева мелодия переходит в стадию коды, где после повторного воспроизведения вводной фортепианной партии гитара, бас и ударные постепенно стихают. Песня завершается финальным повторением нисходящих фортепианных нот. Хронометраж радиоверсии трека составляет 4 минуты 11 секунд, что на 1 минуту 36 секунд короче альбомной. Вступление этого, отредактированного, варианта равняется половине от своей первоначальной длины, а бас и барабаны вступают уже после двух повторений фортепианных нот. Первые два куплета остались нетронутыми, однако длительность бриджа была сокращена на семь секунд — с двумя убранными фразами «Time». Помимо этого был урезан третий куплет, а кода сокращена на двадцать секунд.
Музыкальные критики сравнивали звучание песни с синглом U2 «Where the Streets Have No Name» (1987), отмечая схожий гитарный стиль, а также с атмосферным настроением четвёртого альбома квартета — The Unforgettable Fire (1984). Рецензент еженедельника Edmonton Journal проводил параллели между вступлениями «City of Blinding Lights» (где в унисон звучат гитара и фортепиано) и «Clocks» (2002) группы Coldplay. В свою очередь, обозреватель журнала Rolling Stone описал песню как «постепенно превращающуюся в светло-грустный плач», а публицист издания Uncut отметил, что она «красивая, но немного зловещая», сравнив уровень текста с композицией «The Inner Light» Джорджа Харрисона.

«…каково это — приехать сюда, в Соединённые Штаты, перебраться через мост в Манхэттен … удивительное, волшебное время в нашей жизни, когда мы не знали, насколько классным было — не знать».
Боно о теме невинности, основном лейтмотиве всей песни

Основная тема «City of Blinding Lights», отражённая в припеве песни, — это утраченная невинность. Группа развила эту идею во время импровизированного концерта в национальным парке Empire–Fulton Ferry расположенным под Бруклинским мостом. Боно объявил песню, вспомнив о первом визите квартета в Нью-Йорк, назвав её «песней о невинности и наивности». Фронтмен придумал вступительную строфу композиции на основе воспоминаний о своей первой поездке в Лондон с будущей женой, Элисон Стюарт, когда они были ещё подростками. Прогулка по Пикадилли и Уордур-стрит натолкнула его на мысль «большой город может предложить вам что-то, но также может чего-то и лишить». Хотя действие первого куплета происходит в Лондоне, припев разворачивается в Нью-Йорке. Строчка: «I’ve seen you walk unafraid / I’ve seen you in the clothes you've made / Can you see the beauty inside of me? / What happened to the beauty I had inside of me?» была написана в качестве признания в любви к его «постоянной музе» Элисон, отражая их период взросления бок о бок.
Как и многие другие песни U2, «City of Blinding Lights» начали интерпретировать в религиозном ключе. Так, писатель Кэмерон Конант связал первый куплет с сомнением, которое главный герой испытывал в отношении своих убеждений в отношении политики, брака и веры по мере взросления, заключая, что уверенность человека в своих убеждениях подталкивает его думать, что он знает больше, чем на самом деле. Музыкальный критик Билл Фрискикс-Уоррен считал, что последняя фраза «Blessings not just for the ones who kneel, luckily», была способом для Боно покритиковать себя за недостаточную набожность, и была выпадом в сторону христианства, потому что «вера часто увековечивает страдания и разногласия, которые он осуждает». В свою очередь, Стив Стокман, капеллан Университета Квинс в Белфасте, полагал, что эта песня была метафорой взросления, и что последняя строка означает, что не только лишь верующие могут быть благословенны.

## Выпуск и продажи
Песня была выпущена в качестве промосингла на территории Великобритании и США апреле 2005 года. Британский релиз включал ремиксы треков «Paradise Soul» и «Phones P.D.A. in N.Y.C» (сделанные Полом Эпуортом), а также «Killahurtz Fly» и «All Because of You» (в версии на 12-дюймовом виниле). В свою очередь, американский, изданный на компакт-диске, содержал лишь альбомную и радио-версии композиции. 6 июня 2005 года состоялся международный релиз «City of Blinding Lights» в качестве четвёртого сингла How to Dismantle an Atomic Bomb. Ему предшествовал релиз «Vertigo», в ноябре 2004 года, и совместный выпуск песен «Sometimes You Can’t Make It on Your Own» и «All Because of You» в феврале 2005-го.
Были напечатаны три основные версии сингла, включая две на компакт-дисках и одну на DVD. Кроме того, в Европе был издан вариант сингла на мини-компакт-диске. Также отдельный сингл на компакт-диске, содержащий все четыре трека с первых двух версий, был выпущен в Японии. Ремикс на «City of Blinding Lights» с аббревиатурой «Hot Chip 2006» был включён в сборник танцевальной музыки Artificial Horizon 2010 года.
Сингл занял 2-е место в чартах Канады и Дании, а также достиг 8-й строчки в хит-параде Ирландии. В течение девяти недель он пребывала в Top-75 Великобритании, в итоге добравшись там до 2-го места, позднее также отметившись на 113-й строчке его общегодового рейтинга. Кроме того, песня провела две недели на вершине чарта Испании, в общей сложности продержавшись в нём 16 недель. Заняла 3-е место в хит-параде Нидерландов, пробыв в нём 15 недель, и отметалась на 31-й строчке австралийского чарта, где продержалась две недели. Также сингл фигурировал в американском чарте Billboard Adult Top 40. По состоянию на июнь 2010 года было продано более 331 тысячи цифровых копий сингла.

### Би-сайды
Фигурирующий на сингле ремикс песни «All Because of You», озаглавленный «The Killahurtz Fly», был подготовлен дуэтом Мика Парка и Ли Кенниемикса. В мелодию новой версии были добавлены дополнительный бас и гитара, на которых сыграл Даррен Мюррей. Концертные версии композиций «The Fly» и «Even Better Than the Real Thing» были записаны во время выступления U2 на благотворительном мероприятии «Stop Sellafield» (проводившемся в знак протеста против использования одноимённой атомной станции), организованном Greenpeace в манчестерском G-Mex Center (19 июня 1992 года). Видеозаписи этого выступления позже будут включены в DVD Zoo TV: Live from Sydney в виде бонус-треков. В свою очередь, живое исполнение песни «Out of Control» было взято из импровизированного концерта группы в государственном парке Empire–Fulton Ferry, расположенным под Бруклинским мостом (22 ноября 2004 года). Видеозапись «City of Blinding Lights», фигурирующая на DVD, была позаимствована с того же самого выступления. Помимо этого, в DVD-версию сингла был включён музыкальный клип на песню «Sometimes You Can’t Make It on Your Own», срежиссированный Филом Джоану.

## Музыкальное видео

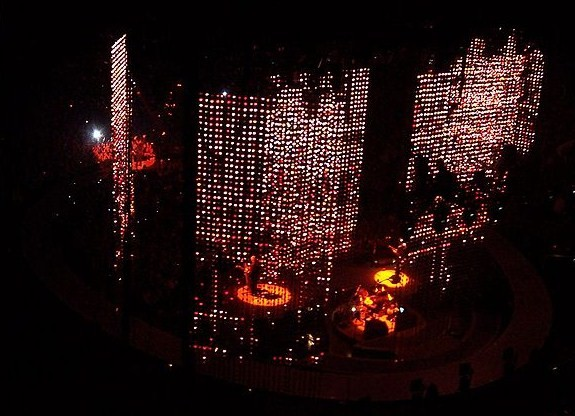
В клипе продемонстрированы визуальные эффекты, использованные группой во время Vertigo Tour

Видеоклип для песни был снят режиссёрским дуэтом Алекса Куртеса и Мартина Фугерола. Съёмки проходили 27 апреля 2005 года на арене General Motors Place в Ванкувере. Видео дополнили кадрами с концерта, состоявшегося 28 апреля 2005 года. Музыканты начала планировать съёмки клипа, как только узнали о доступности спортивной арены (в результате локаута в НХЛ). Менеджер группы Пол Макгиннесс счёл, что Ванкувер придётся очень кстати: «Это всемирно известный продюсерский центр. Мы знали, что сможем привлечь сюда съёмочную группу, операторов и оборудование». Массовку для клипа собирали при помощи радио и интернета. Слухи о предстоящих съёмках просочились до официального объявления, в результате чего фанаты дежурили в очереди на улице весь день. Задействовали от 3 до 5 тысяч человек. Группа сделала несколько дублей песни, после чего также отыграла «Vertigo», «All Because of You» и «Sometimes You Can’t Make It on Your Own».
Арена для клипа была оформлена в стиле Vertigo Tour. Группа решила оставить концертную аудиодорожку, чтобы продемонстрировать шероховатости и эмоциональность живого выступления. Куртес и Фугерол решили сделать общее освещение более приглушённым, чтобы подчеркнуть и привлечь внимание зрителя к визуальным эффектам на огромных светодиодных занавесах, используемых на протяжении всего турне, оттеняя лица самих музыкантов коллектива. По словам режиссёров, они пошли на этот шаг с целью «отразить настроение, которое мы наблюдали на концертах U2. Поэтому мы экспериментировали с освещением, зная, что вы будете ослеплены яркими огнями в приглушённом свете».

## Концертные исполнения

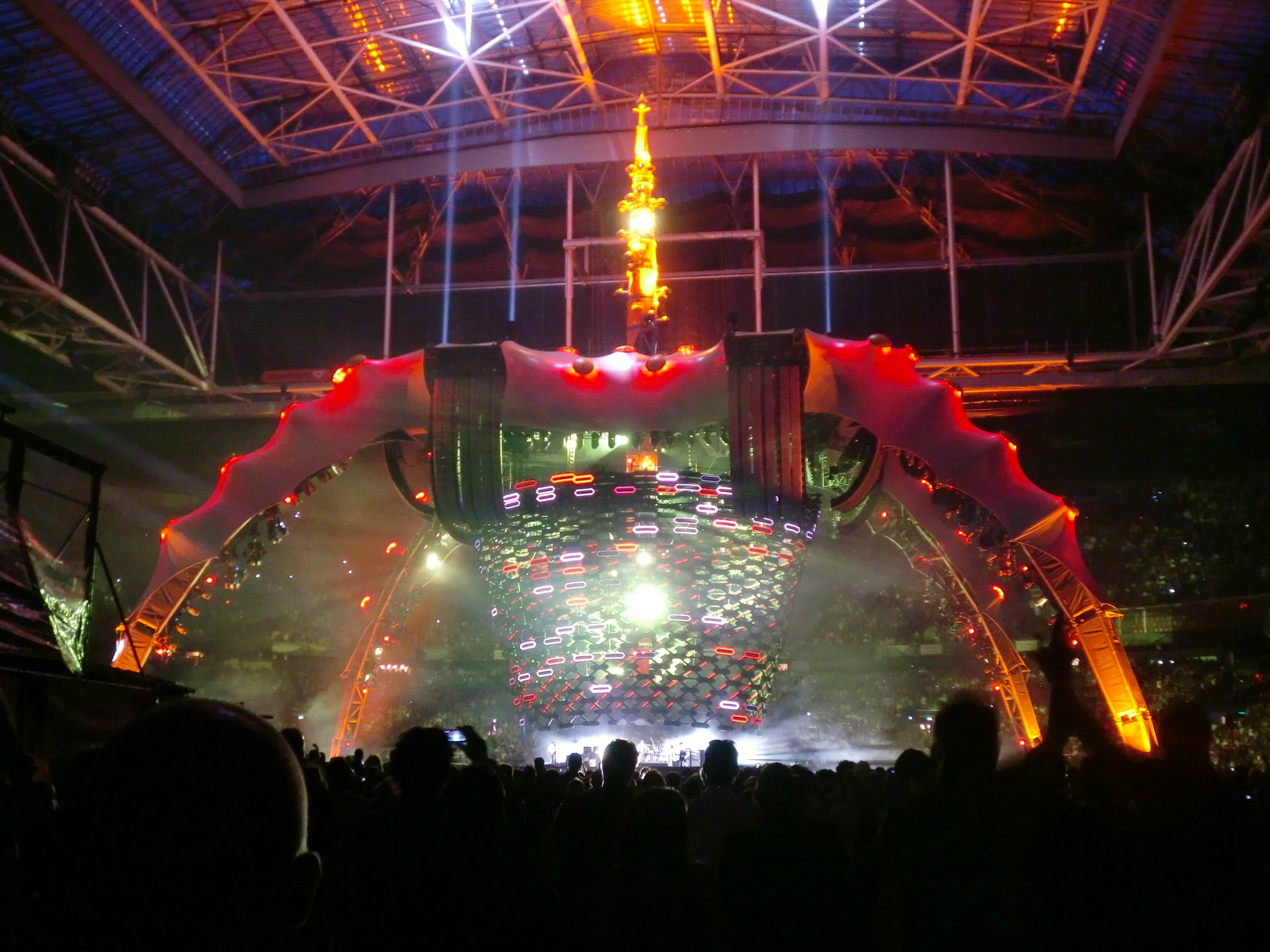
Сценические эффекты U2 360° Tour отражают визуальные оформление (светодиодный занавес) Vertigo Tour

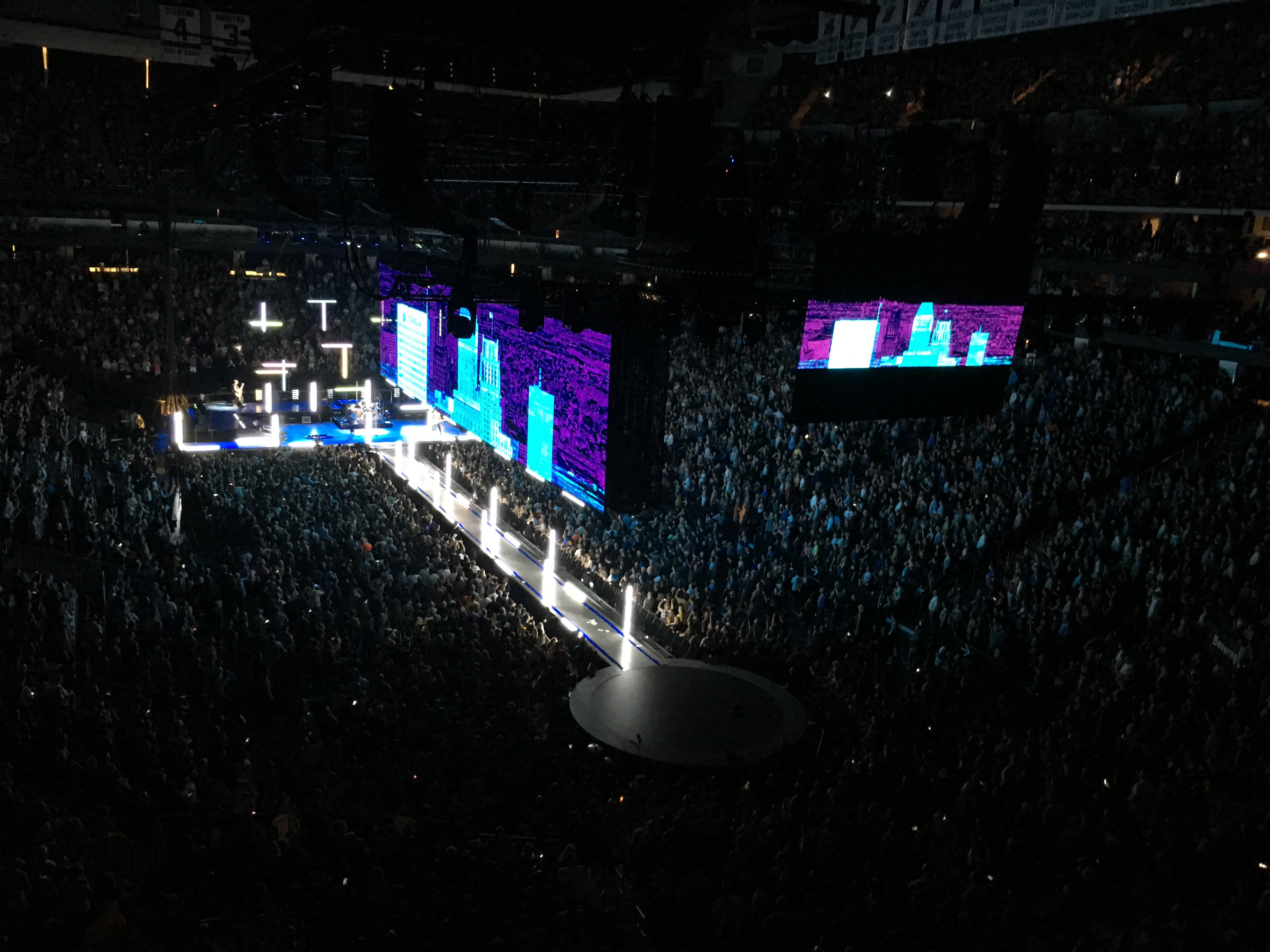
В ходе туров Innocence + Experience и Experience + Innocence на экранах демонстрировались городские пейзажи

«City of Blinding Lights» исполнялась на всех концертах Vertigo Tour — она открывала 86 из 131 шоу этого турне, а также публичную генеральную репетицию перед стартом гастролей. Выступления часто начинались с падающих с потолка конфетти для привлечения публики. Во время исполнения песни использовались светодиодные шторы, обрамляющие переднюю часть сцены, для демонстрации на них визуальных эффектов. По мнению обозревателя журнала Wired «они отлично имитируют Синдзюку в движении, дизайн освещения для „City of Blinding Lights“ использует это преимущество по полной … итоговый визуальный эффект намного грандиозней, чем сумма его частей». Корреспондент Vancouver Sun сравнил результат с «оживлённой ночной улицей, на которую смотришь через запотевшее лобовое стекло», подчеркнув, что он обеспечил «тему для всего последующего вечера: скудная, элегантная сцена то и дело купалась в ярких цветах». Во время Vertigo Tour фортепианное вступление песни исполнялось Адамом Клейтоном на синтезаторе. По мнению звукорежиссёра Джо О’Херлихи, бас-гитара Клейтона являлась «движущей силой, которая продвигает звук [всего концерта]».
«City of Blinding Lights» регулярно фигурировала в сет-листах следующего турне группы U2 360° Tour, каждый раз она исполнялась примерно в середине шоу. Световые эффекты, используемые на видеоэкранах во время этих гастролей, имитировали визуальные эффекты со светодиодных занавесов Vertigo Tour и были описаны Эдной Гундерсен из USA Today как «психоделические». Это одна из немногих песен турне, во время исполнения которых дорожная команда полностью задействовала специальный видеоэкран, ставший одной из изюминок гастролей. Конструкция экрана состояла из удлиненных шестиугольных LED-сегментов, закрепленных на системе из нескольких пантографов, что позволяло ему «открываться» или раздвигаться вертикально во время концертов.
За исключением двух шоу в самом начале турне, эта песня исполнялась на каждом концерте Innocence + Experience Tour (2015), обычно открывая выход группы на бис. В качестве световых эффектов использовались многочисленные люминесцентные лампы, установленные вокруг сцены, а на видеоэкране отображались ночные городские пейзажи, наложенные на выступление участников группы. Песня также фигурировала в сет-листе идейного преемника этих гастролей Experience + Innocence Tou (2018), закрывая основную часть программы. Во время её исполнения группа использовала аналогичное визуальное оформление. Один из рецензентов назвал видеоряд к песне «настоящим взрывом световых эффектов». Из-за того, что материал альбома The Joshua Tree, в том числе «Where the Streets Have No Name», не исполнялся во время турне (так как годом раньше был организован The Joshua Tree Tour, полностью посвящённый 30-летнему юбилею этого альбома) финальная часть основного песенного сета имела особое значение для музыкантов. «Я думаю, что концовка [основного сета], завершающаяся песней „City of Blinding Lights“, в лирическом плане имеет интересную сквозную линию, которая в некотором смысле связана с темой невинности», — делился своим мнением Адам Клейтон, «Я имею в виду, её [песню] можно так интерпретировать … с точки зрения прощания с определённой частью самого себя, она продолжает эту тему [невинности и опыта, на котором базируется турне] в некотором роде. И это прекрасное современное музыкальное произведение. Мы считаем, она примет на себя часть эмоциональной нагрузки, за которую [до этого] отвечала песня „Where the Streets Have No Name“».
Живые исполнения песни фигурируют в концертных фильмах Vertigo 2005: Live from Chicago и U2360° at the Rose Bowl, а также на бонусном диске к сборнику U218 Singles. Помимо этого, концертная аудиоверсия песни была выпущена на специальном релизе для подписчиков сайта U2.com под названием U2.Communication (представляет собой аудио-версию шоу Vertigo 2005: Live from Chicago).

## Отзывы критиков
«… В ней чувствовалась та самая первоначальная печаль и мучительная меланхолия старых-добрых U2, пронизанная той же отчаянной страстью. U2 звучали как двадцатипятилетние, но в то же время перерождённые музыканты.
«City of Blinding Lights» была тепло принята пулом музыкальных критиков. В рецензии на альбом How to Dismantle an Atomic Bomb редактор портала AllMusic Стивен Томас Эрлевайн отмечал, что в песне есть «мощные мелодические и звуковые хуки», назвав её одним из «ингредиентов которые делают эту пластинку [ещё одной] очень хорошей записью [в дискографии ирландского] коллектива». По мнению музыкального обозревателя еженедельника Entertainment Weekly, композиция продемонстрировала способность U2 «заставить поп-чарты работать на них в поте лица». В свою очередь, рецензент веб-сайта Pitchfork Media Аманда Петрусич сочла «City of Blinding Lights» одним из самых ярких моментов альбома, назвав её «искренней и галактической боевой песней, а также треком, которым лучше всего наслаждаться во время поездок в автомобилях и самолётах просто потому, что [его мелодия] напичкана большим количеством головокружительных пируэтов». По мнению публициста Ниалла Стоукса, помимо творчества Скотта Уокера, в ней также есть что-то от The Blue Nile — «сдержанное визуальное воплощение мира и призрачность, усиливающаяся с каждой вспышкой пролетающих мимо фонарей».
Обозреватель онлайн-издания PopMatters выразил мнение: «Звук U2 обновился … напыщенность остаётся в рамках нормы, а вопросы Боно звучат серьёзно, но без перегибов», тем не менее посетовав, что песне «не хватает музыкальной и лирической изысканности, подобной „Pride (In the Name of Love)“ или „Sunday Bloody Sunday“». Оценивший песню в три звезды из пяти рецензент журнала Uncut Стивен Далтон писал, что она «должна быть в долгу перед покоряющими небо вершинами, грандиозными перспективами и монохромными эмоциями альбомов U2 1980-х годов», это — «берущий за душу гимн», подытожил автор. В свою очередь, Питер Мёрфи из Hot Press назвал композицию «шедевром альбома», описав её начало как «практически божественное». В 2006 году, на 48-й церемонии вручения премии «Грэмми», «City of Blinding Lights» победила в номинации «Лучшая рок-песня». В опросе 2010 года, проведённом фан-сайтом atU2.com, 1080 из 4814 участников (22,43 %) назвали эту композицию своей любимой песней альбома. Предыдущие опросы — в 2005, 2006 и 2007 годах — также присудили этой песне звание самого любимого трека пластинки среди поклонников U2.

## Наследие

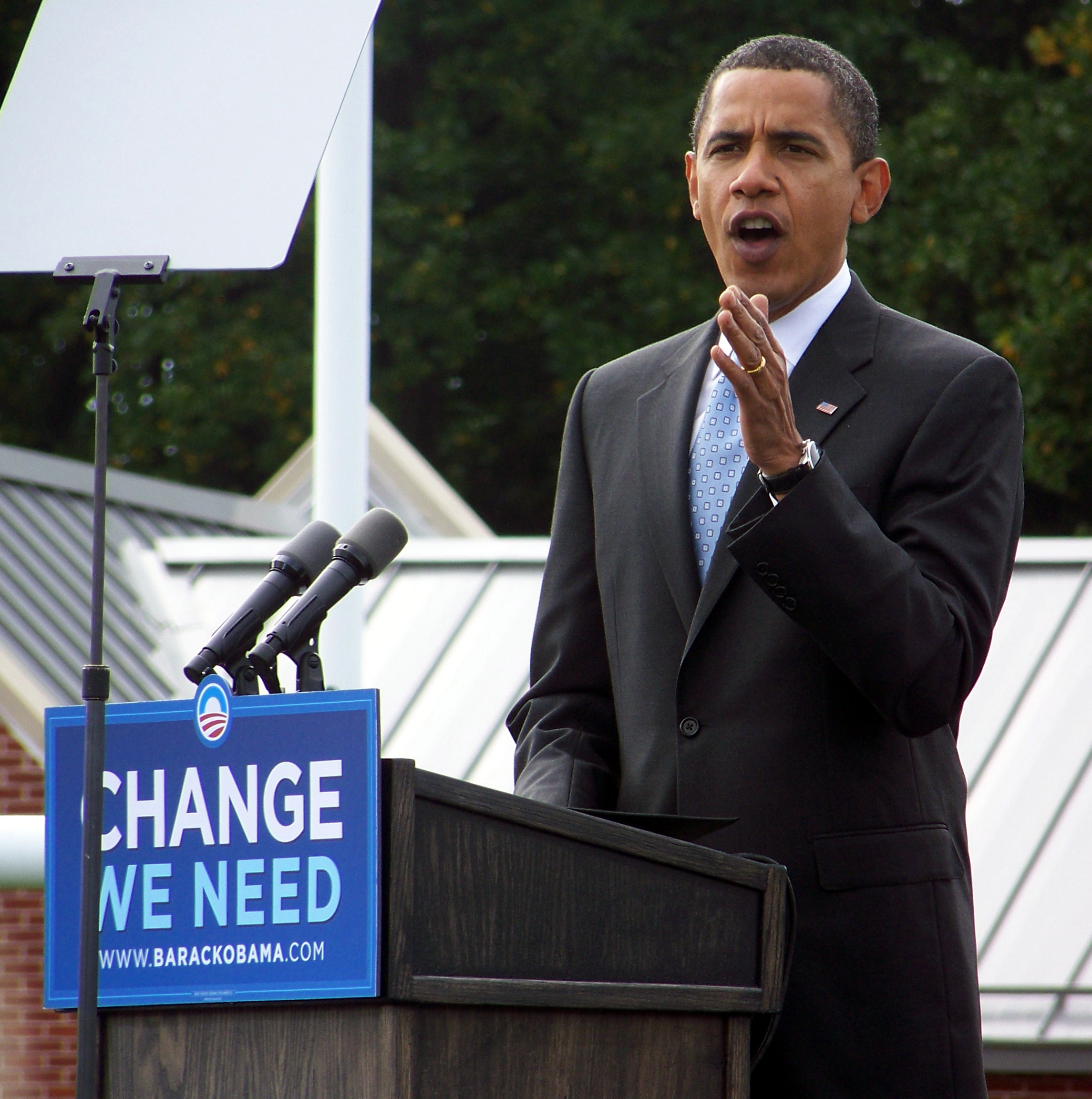
Барак Обама часто использовал «City of Blinding Lights» во время предвыборных мероприятий в период президентской кампании 2008 года

Песня звучит в фильме «Дьявол носит Prada» (2006) в сцене, когда главная героиня Энди (Энн Хэтэуэй) прибывает в Париж. Режиссёр ленты Дэвид Франкель впервые использовал песню при монтаже предварительных сцен, которые он снимал на натуре — в городе; музыкальное произведение настолько хорошо соответствовало визуальному ряду, что он решил включить его в фильм. Впоследствии использование песни в этой кинокартине было спародировано в эпизоде мультсериала «Симпсоны» «Дьявол носит Nada» (2009). Небольшой отрывок «City of Blinding Lights» прозвучал в моменте, когда Гомер и Карл прилетают в столицу Франции. Также песня фигурировала в эпизоде телесериала «Красавцы» «I Love You Too» (2005) — U2 исполняют её на концерте, после чего Боно поздравляет персонажа Кевина Диллона, Джонни Чейза, с днём рождения. В 2006 году американская телесеть ESPN использовала «City of Blinding Lights» в рекламном ролике «Anthem» посвящённому чемпионату мира по футболу. В нём Боно рассказывал о спорте на фоне кадров детей играющих в футбол, а также демонстрировались кадры с концерта U2 в Милане. В январе 2010 года компания ESPN повторно использовала композицию в рекламе следующего чемпионата мира по футболу, в результате чего еженедельные онлайн-продажи трека увеличились вдвое по сравнению с предыдущим месяцем. В 2008 году американская организация НАСА использовала «City of Blinding Lights» в качестве будильника в четвёртый день космической миссии шаттла STS-126. Песня была сыграна для астронавта Шейна Кимбро. Композиция была использована НАСА повторно, 3 марта 2011 года, в качестве будильника в восьмой день космической миссии шаттла STS-133. В этот раз она прозвучала для всех членов экипажа.
Композиция была использована Бараком Обамой в качестве фоновой музыки во время объявления его кандидатуры в президенты в Спрингфилде 10 февраля 2007 года. Также она прозвучала перед его приветственной речью на Национальном съезде Демократической партии. Обама часто использовал этот трек в качестве музыкального вступления перед выходом на сцену во время предвыборных мероприятий президентской компании 2008 года. В прессе разошлась история, что один из таких эффектных выходов Обамы подтолкнул студента проголосовать за него и исполнить эту песню во время ночной манифестации со сторонниками сенатора из Иллионайса. В августе 2008 года Обама включил «City of Blinding Lights» в число своих десяти любимых песен. В диссертации студента музыкального училища Джейкоба Чаррона высказалось предположение, что Обама использовал именно эту музыку в своей предвыборной кампании, потому что она не вызывала раздражение у пожилых избирателей и была узнаваема среди молодого электората. Песня также была ценна своим глобальным имиджем (можно было адресовать любому городу), звонкой гитарной партией и идеей расстаться с иллюзиями.
18 января 2009 года U2 исполнили «City of Blinding Lights» (вместе с «Pride (In the Name of Love)») на концерте We Are One в честь предстоящей инаугурации Обамы, организованном возле Мемориала Линкольна. Объявляя песню, которую группу заранее попросили включить в сет-лист, Боно обратился к будущему президенту: «Это так волнительно, для четырёх ирландских парней из северной части Дублина, поблагодарить вас, сэр, следующего президента США, Барака Обаму, за выбор этой песни в качестве саундтрека вашей кампании и много кроме». Боно изменил первый куплет, ссылаясь на окружающую обстановку. «America, let your road rise / Under Lincoln’s unblinking eyes» вместо «Neon hearts, dayglo eyes / A city lit by fireflies», — прокричал вокалист вице-президенту Джо Байдену в конце куплета и изменил часть припева, дабы объявить «America’s getting ready to leave the ground» (фразу заменившую оригинал «I’m getting ready to leave the ground»).

## Список композиций
Вся музыка написана U2.
| №                   | Название                                  | Текст песни         | Длительность |
| ------------------- | ----------------------------------------- | ------------------- | ------------ |
| 1.                  | «City of Blinding Lights» (radio edit)    | Боно                | 4:11         |
| 2.                  | «All Because of You» (Killahurtz Fly mix) | Боно                | 5:40         |
| Общая длительность: | Общая длительность:                       | Общая длительность: | 9:51         |

| №                   | Название                                                            | Текст песни         | Длительность |
| ------------------- | ------------------------------------------------------------------- | ------------------- | ------------ |
| 1.                  | «City of Blinding Lights» (radio edit)                              | Боно                | 4:11         |
| 2.                  | «The Fly» (live at Stop Sellafield concert)                         | U2                  | 4:38         |
| 3.                  | «Even Better Than the Real Thing» (live at Stop Sellafield concert) | U2                  | 3:50         |
| Общая длительность: | Общая длительность:                                                 | Общая длительность: | 12:39        |

| №                   | Название                                         | Текст песни         | Длительность |
| ------------------- | ------------------------------------------------ | ------------------- | ------------ |
| 1.                  | «City of Blinding Lights» (radio edit)           | Боно                | 4:11         |
| 2.                  | «Out of Control» (live from the Brooklyn Bridge) | U2                  | 5:05         |
| Общая длительность: | Общая длительность:                              | Общая длительность: | 9:16         |

| №                   | Название                                                            | Текст песни         | Длительность |
| ------------------- | ------------------------------------------------------------------- | ------------------- | ------------ |
| 1.                  | «City of Blinding Lights» (radio edit)                              | Боно                | 4:11         |
| 2.                  | «The Fly» (live at Stop Sellafield concert)                         | U2                  | 4:38         |
| 3.                  | «Even Better Than the Real Thing» (live at Stop Sellafield concert) | U2                  | 3:50         |
| 4.                  | «All Because of You» (Killahurtz Fly mix)                           | Боно                | 5:40         |
| Общая длительность: | Общая длительность:                                                 | Общая длительность: | 18:19        |

| №                   | Название                                                    | Текст песни         | Длительность |
| ------------------- | ----------------------------------------------------------- | ------------------- | ------------ |
| 1.                  | «City of Blinding Lights» (live at Brooklyn Bridge – video) | Боно                | 6:53         |
| 2.                  | «Sometimes You Can't Make It on Your Own» (video)           | Боно                | 4:40         |
| 3.                  | «City of Blinding Lights» (audio)                           | Боно                | 5:46         |
| Общая длительность: | Общая длительность:                                         | Общая длительность: | 17:23        |